# Église de Jämsänkoski
L'église de Jämsänkoski (en finnois : Jämsänkosken kirkko) est une église luthérienne en pierres située à Jämsä en Finlande. 

## Architecture
La paroisse de Jämsänkoski est fondée le 1er mai 1925.
Les premières années les paroissiens se réunissent dans l'ancienne salle paroissiale de la papeterie Yhtyneet paperitehtaat Oy qui sert temporairement d'église.
L'église  de Jämsänkoski, conçue par l'architecte  Wäinö Gustaf Palmqvist, est construite en 1935 et inaugurée le 30 juin 1935.
Le retable, représentant "les passants sur le chemin de l’église", peint par Alvar Caven et Ragni Caven est offert par la papeterie en 1935.
Le vitrail de  Mikko Vuorinen est offert par la papeterie Yhtyneet Paperitehtaat Oy en 1975 pour le quarantenaire de l'église.
Les orgues pneumatiques à 18 jeux sont de la fabrique d'orgues de Kangasala.